# Janusz Grudziński z Grudny
Janusz Grudziński z Grudny herbu Grzymała (zm. przed 29 maja 1589 roku) – kasztelan krzywiński w latach 1576–1587.
Poseł województw poznańskiego i kaliskiego na sejm piotrkowski 1562/1563 roku, poseł województwa sieradzkiego na sejm 1565 roku i sejm 1576/1577 roku, poseł województwa sieradzkiego i ziemi wieluńskiej na sejm 1569 roku.